# آدام اوبرت
آدام اوبرت (انگلیسی: Adam Obert؛ زادهٔ ۲۳ اوت ۲۰۰۲) بازیکن فوتبال اهل اسلواکی است.
از باشگاه‌هایی که در آن بازی کرده‌است می‌توان به اشاره کرد.
وی همچنین در تیم‌های ملی فوتبال زیر ۱۷ سال اسلواکی، زیر ۲۱ سال اسلواکی، و اسلواکی بازی کرده‌است.